# Wandesia gaspensis
Wandesia gaspensis är en kvalsterart som beskrevs av Herbert Habeeb 1955. Wandesia gaspensis ingår i släktet Wandesia och familjen Protziidae. Inga underarter finns listade i Catalogue of Life.